# كأس أوروبا الوسطى 1968–69
كأس أوروبا الوسطى 1968–69 هو موسم من كأس أوروبا الوسطى. شارك فيه  16 فريقاً، وفاز فيه إنتر براتيسلافا.